# Un jove artista (Ditlev Blanck) observa un esbós en un mirall
Un jove artista (Ditlev Blunck) observa un esbós en un mirall (en danès: En ung kunstner (Ditlev Blunck) betragter en skitse i et spejl) és una pintura a l'oli realitzada el 1826 pel pintor Wilhelm Bendz, pertany a la sèrie de retrats d'artistes de l'Edat d'or danesa. Es troba dipositat a la Galeria Nacional de Dinamarca.

## Gènesi
La pintura va ser realitzada el 1826 en un moment que Wilhelm Bendz estava involucrat en el nou paper dels pintors, ja que ells no es consideraven artesans sinó com a intel·lectuals, artistes en el sentit modern. Va pintar en la dècada de l'any 1820 una sèrie de retrats de pintors en el seu treball. En aquesta obra, és company d'estudi de Bendz, Ditlev Blunck, que es troba en el procés de pintar un retrat del pintor George Sonne.

## Tema i descripció
La pintura mostra a un jove artista, Ditlev Blunck, que ha pres un descans en el seu treball, per examinar l'esbós d'una pintura del retrat que està realitzant Bendz, de George Valtin Sonne, germà del gravador Carl Edward Sonne, sostenint-ho enfront d'un mirall per així poder observar millor la composició d'aquest.
L'escena de l'obra representa un moment en què els pintors es troben seriosament treballant. La imatge del pintor Ditlev Blunck, dempeus en una sala plena de les seves eines, caixa de pintures, taujana, cavallet, un crani i un bloc de dibuix, senyals que aquest treball l'hi pren de debò, i un esbós al fons necessari abans de l'execució de la pintura.

## Altres retrats de Wilhelm Bendz
|  |  |

## Europeana 280
A l'abril de 2016, la pintura Un jove artista (Ditlev Blunck) observa un esbós en un mirall va ser seleccionada com una de les deu obres artístiques més importants de Dinamarca pel projecte Europeana.